# Briefe der Liebe
Briefe der Liebe (polnischer Originaltitel: Listy miłości) ist ein Roman der polnischen Schriftstellerin Maria Nurowska. Er erschien erstmals 1991 im Verlag „Alfa“ in Warschau. Die deutsche Übersetzung von Albrecht Lempp erschien 1992 beim S. Fischer Verlag in Frankfurt am Main. Die Erzählung ist von der Lebensgeschichte der Holocaustüberlebenden Krystyna Żywulska inspiriert.

## Inhalt
Es handelt sich um einen Briefroman im Umfang von sieben Briefen aus dem Zeitraum von Mai 1944 bis Oktober 1968, wobei der Beginn des letzten Briefes den anderen sechs Briefen vorangestellt ist. Das Ende des letzten Briefes schließt den Roman ab. Adressat der Briefe ist ein Freund der Protagonistin, nämlich Andrzej Korzecki.

### Der letzte Brief
Elżbieta zitiert in ihrem letzten Brief von Oktober 1968 Andrzej, der erkannte, dass Krystyna Chylińska ein Deckname war. Das Klima der Angst hat für Elżbieta auch nach dem Krieg nicht aufgehört und sie kündigt an, dass sie sich nach 25 Jahren eine neue Wohnung sucht.

### Der erste Brief
Der erste Brief beginnt im Warschau des Jahres 1944. Die neunzehnjährige Elżbieta Elsner entkommt unter dem falschen Namen Krystyna Chylińska dem Ghetto. Sie ist die Tochter eines Philosophieprofessors, bei dem sie zur Untermiete wohnt und zuhause bei ihren Schülern Englisch-, Französisch- und Deutschunterricht erteilt. Eines Tages kommt der SS-Mann Otto zu ihr, der Elżbieta einen Heiratsantrag macht, den sie aber ablehnt. Sie bringt Otto in Verlegenheit, als sie das Gedicht Ginkgo biloba von Johann Wolfgang von Goethe deklamiert und er erkennen muss, dass sie ihm intellektuell überlegen ist. Anstatt in Ottos  Wohnung zieht Elżbieta in die Wohnung einer Polin, nämlich von Frau Korzecka, Andrzejs Mutter.

### Der zweite Brief
Im Dezember 1944 verfasst Elżbieta ihren zweiten Brief. Sie arbeitet bei ihrer Vermieterin als Kindermädchen für deren Enkelkind Michał. In der Zeit zwischen ihrem ersten und dem zweiten Brief hat sich der Warschauer Aufstand ereignet. In Wilna wurden zur selben Zeit polnische Offiziere vom NKWD hingerichtet. Während des Jahres 1944 tarnt sich  Elżbieta als Katholikin und hat Angst Otto wiederbegegnen zu können. Zudem besorgt sie der Antisemitismus der Polen, die die Juden ebenfalls ausgrenzen und verfolgen könnten.

### Der dritte Brief
Erst nach Ende des Krieges, im März 1951, setzt Elżbieta ihre Korrespondenz fort. Nach langer Krankheit ist Maria, die Frau Andrzejs und Mutter Michałs, gestorben. Michał hat sich zu einem begabten Schüler entwickelt. Elżbieta merkt an, dass sie auch nach dem Krieg ihren Tarnnamen  Krystyna Chylińska beibehalten. Während ihrer Erkrankung wurde Maria von  Elżbieta liebevoll gepflegt.

### Der dritte Brief (Fortsetzung)
Elżbieta besucht einen Professor, einen Freund ihres Vaters. Sie gesteht ihm, dass es für sie schwierig ist, sich für die jüdische oder die polnische Identität zu entscheiden. Sie entschuldigt sich beim Professor für Andrzejs Abwesenheit, der nun in einem kleinen Krankenhaus in der Provinz arbeitet. Später dolmetscht sie für französische Kommunisten, die zu Besuch in Polen sind. Am Ende des dritten Briefes schreibt Elżbieta, wie sie Michał die Nachricht vom Tode seiner Mutter übermittelt.

### Der vierte Brief
Der vierte Brief datiert vom August 1957. Darin schreibt Elżbieta Andrzej, dass sie dankbar sei, sich ihm in den Briefen anvertrauen zu können, und vergleicht ihre Korrespondenz damit, dass sie sich  in seiner Anwesenheit wie hinter einem Paravent ausziehen könne. Elżbieta hat einige Erfolge als Übersetzerin vorzuweisen, so beispielsweise, dass ein von ihr übersetzter Roman veröffentlicht worden ist. Weiterhin erzählt sie von ihrer Heirat und einer Urlaubsreise nach Dubrovnik, bei der es ihr leider nicht möglich gewesen sei zu malen.

### Der fünfte Brief
Im März 1963 schreibt Elżbieta ihren fünften Brief. Darin heißt es, dass sie während eines Vortrags Andrzejs auf einem Kongress in Köln im selben Hotel übernachtet und seinen Vortrag ins Deutsche übersetzt habe.
Zuhause in Polen wurde sich Elżbieta des Konflikts, sich zwischen Andrzej und einem anderen Mann entscheiden zu müssen, bewusst und fiel in Ohnmacht. Anschließend wurde sie in einem Krankenhaus behandelt. Dort verriet sie einem Arzt ihren eigentlichen Namen, als dieser prüfen wollte, ob sie bei Bewusstsein ist. Sie erkannte, dass Andrzej ihr Ausweg aus dem Ghetto war, da sie damals an der Wohnungstür seiner Mutter geklingelt hat.
Michał ist in den vergangenen Jahren zu einem jungen Erwachsenen geworden und inzwischen schon verlobt. Er unternahm in Warschau mit  Elżbieta einen Ausflug in den Łazienki-Park.
Bei einem Besuch in einem Museum in Köln entdeckt sie ein Bild von Rembrandt, in dem sie ihre Situation wiedererkennt und das sie tröstet.

### Der sechste Brief
Nach der Rückkehr aus Köln schreibt Elżbieta im Juli 1968 ihren sechsten Brief. Sie erzählt darin, dass sie Schwierigkeiten mit ihrer Arbeit habe und keine französischen Texte mehr übersetzen könne. Nach reiflicher Überlegung ist sie zum Katholizismus konvertiert. Elżbieta reflektiert noch einmal ihre gesamte Korrespondenz mit Andrzej und erkennt darin Ähnlichkeiten mit den Portugiesischen Briefen der Nonne Marianna Alcoforado aus dem 17. Jahrhundert.

### Der letzte Brief (Schluss)
Gerade als Elżbieta die Wohnung verlassen wollte, steht Andrzej vor der Tür. Sie fragt ihn nur „Seit wann?“ und er antwortet „Seit dem zweiten Brief.“

## Kritik
„Die bittersüße Geschichte, die die polnische Schriftstellerin Maria Nurowska (geb. 1944) erzählt, ist am Reißbrett entworfen, die Wendemarken der Handlung hat die Rührung diktiert. Die Figuren bleiben Impulse dieser Rührung, die Geschichte ist eine Folge von Herzensangelegenheiten, aber auch die gehen im geradezu stoischen Heruntererzählen unter.“

### Ausgaben
- Maria Nurowska: Briefe der Liebe. Roman. Übersetzt von Albrecht Lempp, S. Fischer, Frankfurt am Main, 1992, ISBN 3-596-12500-6